# Chionea stoneana
Chionea stoneana är en tvåvingeart som beskrevs av Alexander 1940. Chionea stoneana ingår i släktet Chionea och familjen småharkrankar. Inga underarter finns listade i Catalogue of Life.